# 호남리 사신무덤
호남리 사신무덤(湖南里四神무덤) 또는 호남리 사신총(湖南里四神塚)은 북한 평양시 삼석구역 호남리에 위치한 고구려 고분이다.

## 발굴 및 특징
고구려 고분군 중 하나이며, 청룡, 백호,주작, 현무 등 사신을 그림으로 나타낸 사신도이다. 2004년에 세계유산으로 등록되었다. 고구려의 23대 왕인 안원왕의 무덤으로 추정된다.

## 벽화
벽화에는 청룡, 백호, 주작, 현무가 그려져 있다.